# Mateo Cerezo

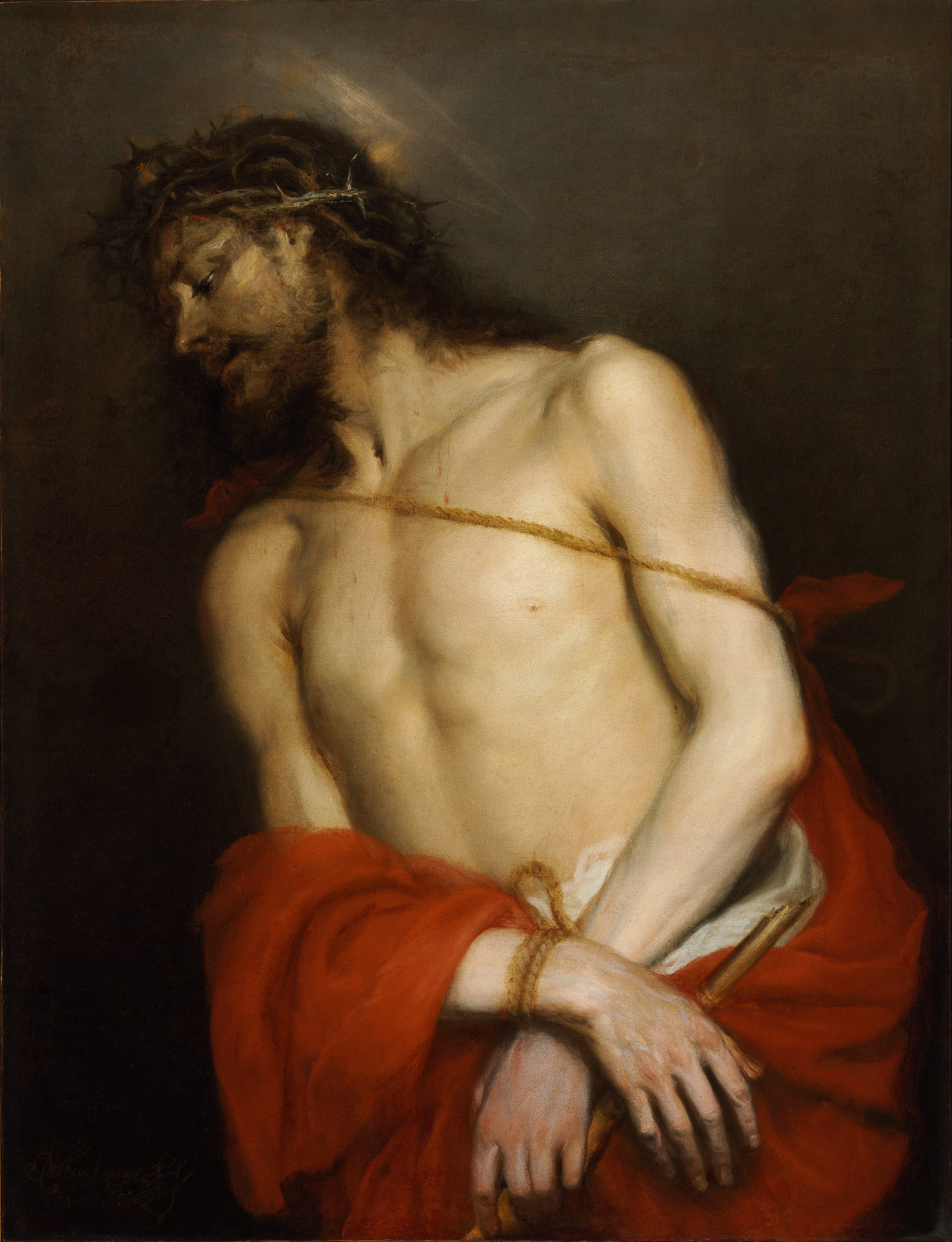
Ecce homo (1650).

Mateo Cerezo, född 19 april 1637 i Burgos, död 29 juni 1666 i Madrid, var en spansk målare.
Cerezo var huvudsakligen verksam i Madrid, och målade andaktsbilder, särskilt blonda jungfrur, samt porträtt. Cerezo är influerad dels av Murillo och Tizian, dels av Anthonis van Dyck. En del av hans verk hänger på Pradomuseet i Madrid.